# Крашенинников, Сергей Юрьевич
Крашенинников Сергей Юрьевич (род. 17 сентября 1939) — советский и российский учёный в области механики жидкости и газа, доктор технических наук (1978), сотрудник ЦИАМ им. П. И. Баранова, профессор  МФТИ (2002).

## Биография
Окончил ФАЛТ МФТИ по специальности «Термодинамика» в 1963 году. Ученик Г. Н. Абрамовича. С 1961 года работал в ЦИАМ им. П. И. Баранова. Руководитель научного коллектива в отделении ЦИАМ, доктор технических наук (1978), профессор МФТИ (2002), читал курс «Теплообмен в воздушно-реактивных двигателях».
Научные интересы связаны с исследованиями внутренних течений в элементах авиационных двигателей, в каналах сложной формы, аэродинамикой и акустикой выходных устройств.

## Из библиографии

### Книги
- Турбулентное смешение газовых струй. Абрамович Г.Н.; Крашенинников С.Ю.; Секундов А.Н., Смирнова И.П.; М.: Наука, 1974 г. 272 стр.
- Абрамович Г.Н., Крашенинников С.Ю., Секундов А.Н. Турбулентные течения при воздействии объёмных сил и неавтомодельности. — М.: Машиностроение, 1975.— 95 с. - 3000 экз.
- Абрамович Г. Н., Гиршович Т. А., Крашенинников С. Ю., Секундов А. Н., Смирнова И. П. Теория турбулентных струй / Под ред. Г. Н. Абрамовича . — М.: Наука, 1984. — 720 с.
- Инженерные основы проектирования выходных устройств авиационных ГТД : [Учеб. пособие] / В. П. Данильченко, С. Ю. Крашенинников, Ю. И. Цыбизов. - Куйбышев : КуАИ, 1984. - 96 с. : ил.; 20 см.
- Теоретическая и прикладная газовая динамика [Текст] : [в 2 т.] / под ред. С. Ю. Крашенинникова. - Москва : Торус Пресс, 2010. - 22 см. - (Труды ЦИАМ / Гос. науч. центр РФ, Центральный ин-т авиационного моторостроения им. П. И. Баранова; № 1341).

### Статьи
- Статьи в РИНЦ
- Научно-преп. вклад // ИСТИНА МГУ

### Патенты
- Способ организации горения топлива и детонационно-дефлаграционный пульсирующий прямоточный воздушно-реактивный двигатель (2014).
  - Авторы: Крайко А.Н., Александров В.Ю., Александров В.Г., Бабкин В.И., Баскаков А.А., Егорян А.Д., Крашенинников С.Ю., Кузьмичев Д.Н., Левочкин П.С., Прохоров А.Н., Скибин В.А., Солнцев В.Л., Стернин Л.Е., Чванов В.К.
  - № 2585328, 19 февраля
- Способ сжигания топливо-воздушной смеси и прямоточный воздушно-реактивный двигатель со спиновой детонационной волной (2014).
  - Авторы: Крайко А.Н., Александров В.Ю., Александров В.Г., Баскаков А.А., Валиев Х.Ф., Егорян А.Д., Ильченко М.А., Крайко А.А., Крашенинников С.Ю., Кузьмичев Д.Н., Прохоров А.Н., Тилляева Н.И., Топорков М.Н., Яковлев Е.А.
  - № 2573427, 7 февраля

### Популяризация науки
- Природа жидкости и газа, или газовая динамика на службе авиации (интервью с С. Ю. Крашенинниковым) // Портал АГНЦ «Наука», 17.9.2019.

## Награды и звания
- Знак «Заслуженный авиастроитель» (2002).
- Серебряная медаль на конкурсе Н.Е. Жуковского на лучшую научную работу по теории авиации в 2011 году за работу «Разработка и обоснование предложений по технологиям снижения шума реактивной струи ТРДД» (в соавторстве)[1].